# Hugh Cruttwell
Hugh Cruttwell (31 de octubre de 1918-24 de agosto de 2002) fue un influyente profesor inglés de arte dramático y director de la Royal Academy of Dramatic Art.

## Biografía
Hugh Percival Cruttwell nació en Singapur, pero vivió en Inglaterra desde los ocho años. Estudió en el King's School de Bruton (Somerset) y cursó Historia en el Hertford College de Oxford. Comenzó su carrera como ayudante del director de escena en el Theatre Royal de Windsor. Pronto se convirtió en director asociado y durante tres años dirigió sesenta obras. Mientras trabajaba en el Theatre Royal conoció a su futura esposa, la actriz Geraldine McKeown (que más tarde adoptó el nombre artístico de Geraldine McEwan). La pareja se casó en 1953 y tuvo dos hijos: su hija Claudia y su hijo Greg, actor, guionista, director y productor de cine.
Tras dejar Windsor, Cruttwell tuvo mucho éxito como director independiente. Tras un periodo como profesor en la London Academy of Music and Dramatic Art, se le propuso asumir la dirección de la Royal Academy of Dramatic Art, tras la dimisión de John Fernald en 1965. Participó activamente en las actividades de Renaissance Theatre Company y Renaissance Films, empresas creadas por David Parfitt y Kenneth Branagh. Fue asesor creativo y de producción de las películas de Branagh Enrique V, Mucho ruido y pocas nueces, Dead Again, Los amigos de Peter y Frankenstein de Mary Shelley. Adaptó, a partir de un cuento de Chéjov, el cortometraje ganador de un Oscar El canto del cisne, protagonizado por Sir John Gielgud.[cita requerida]

## Influencia
En sus dieciocho años como director de la Real Academia de Arte Dramático, Cruttwell descubrió, formó y pulió a generaciones de actores que se han convertido en nombres muy conocidos. En un homenaje a su antiguo profesor y socio, Kenneth Branagh escribió:

Hugh Cruttwell fue el mejor profesor y alumno de interpretación que he conocido. Fue un amigo y mentor muy querido, una inspiración para una generación de actores británicos, y un hombre modesto y tímido que habría sido el último en reconocerse así.

## Filmografía
- Enrique V (1989) - Consejero técnico
- Morir todavía (1991) - Consultor de Producción
- Los amigos de Peter (1992) - Consultor de Producción
- El canto del cisne (1992) - Guionista
- Mucho ruido y pocas nueces (1993) - Consultor de Producción
- Frankenstein de Mary Shelley (1994) - Consultor de rendimiento
- Como se hacen los sueños (2004) - Gracias especiales